# Jules Parigot
Jules Parigot (mais conhecido no Brasil como Dr. Parigot ou Julio Parigot; Bélgica,  – , ) foi um doutor em medicina e geólogo belga.
Foi professor de mineralogia e geologia da Université Libre de Bruxelles. Foi membro da Société de médecine de Gand e da Société des sciences médicales et naturelles de Bruxelles.
Partiu em 1839 para o Brasil, para desenhar um mapa geológico. Em 1841-1842 publicou estudos sobre minas de carvão, retornando por algum tempo para a Bélgica, a fim de comprar materiais de pesquisa e despertar o interesse dos empresários da mineração na exploração do carvão mineral brasileiro. Retornou à Bélgica em 1849, onde foi diretor de uma colônia de alienados em Geel e exerceu medicina em Bruxelas. Retornou ao Brasil em 1851. Dirigiu as colônias de imigração de Assunguy (Paraná), Ivaí, Cananea e Brusque, tendo escrito memórias sobre a imigração chinesa e a questão dos hospícios no Brasil.
Foi o Dr. Parigot quem fez a primeira tentativa séria, ainda que fracassada, de verdadeira e própria mineração no Brasil. Publicou dois impressos sobre suas investigações do carvão no Brasil:
- Memória sobre o Carvão-de-Pedra no Brasil. 32 páginas
- Minas de Carvão-de-Pedra em Santa Catarina, 12 páginas

No relatório do Ministro dos Negócios do Império Francisco Ramiro de Assis Coelho de 1840 consta literalmente:
"Recebendo o Governo repetidas noticias de que nas Provincias das Alagoas, Bahia, Santa Catharina, S. Paulo, e Minas, existia carvão de pedra, ou pelo menos hum ombustivel mineral, de que muito proveito se poderia em todo tempo tirar, e muito principalmente nas circunstancias actuaes, em que a navegação por vapor vai tomando entre nós consideravel desenvolvimento, conveniente se julgou andar-se proceder a miudos exames sobre este objecto, a fim de nos desenganarmos a respeito da veracidade de taes noticias, e de se darem as convenientes providencias no caso de que por fortuna fossem exactas. Achava-se nesta Côrte o Doutor Julio Parigot, Professor de Geologia, e Mineralogia da Faculdade das Sciencias na Universidade de Bruxellas; e tendo elle de visitar diversas Provincias do Brasil, opportuna occasião se apresentou ao Governo para se levarem a effeito os mencionados exames. Delles se incumbio aquelle Naturalista, o qual partio para esta importante Commissão em fins de Novembro do anno passado, fornecendo-se-lhes os meios, que parecêrão indispensaveis para bem desempenha-la ..."
Na Falla que o Presidente da Província de Santa Catarina o Marechal de Campo Antero José Ferreira de Brito dirigiu à Assembléia Legislativa da mesma Província na Abertura da sua Sessão Ordinária em 1 de Março de 1843 consta:
"Sendo o objecto de que trato o aproveitamento de terrenos ainda incultos, e de riquesas que a terra ainda encobre, os informarei neste logar, que o Governo Imperial, para dispor os meios de explorar as minas de Carvão de pedra descobertas no Tubarão, e em outras partes da Provincia, tem mandado á Europa o Doutor Julio Parigot, com o fim de adquirir, e trazer os instrumentos proprios para sondar estas minas, e extrahir-lhes o mineral, e com o de engajar mineiros que entendam deste genero de trabalho, e que o façam e ensinem; tendo ja dado o mesmo Governo as primeiras providencias sobre o mode de se haverem no Tubarão os indispensaveis abrigos, e meios de transito. Ignoro ... ".
Em 1870 pronunciou discursos na Sociedade Auxiliadora da Indústria Nacional, de que era membro correspondente. "É a última aparição do Dr. Parigot. O certo é que amou o Brasil e que a história da mineração muito lhe deve".